# Виласпечоза
Виласпечоза (итал. Villaspeciosa) је насеље у Италији у округу Каљари, региону Сардинија.
Према процени из 2011. у насељу је живело 2269 становника. Насеље се налази на надморској висини од 14 м.

## Становништво
| 1931. | 1936. | 1951. | 1961. | 1971. | 1981. | 1991. | 2001. | 2011. |
| ----- | ----- | ----- | ----- | ----- | ----- | ----- | ----- | ----- |
| 661   | 681   | 1.022 | 1.263 | 1.367 | 1.653 | 1.753 | 1.947 | 2.407 |